# Canton du Merlerault
Le canton du Merlerault est une ancienne division administrative française située dans le département de l'Orne et la région Basse-Normandie.

## Géographie
Ce canton était organisé autour du Merlerault dans l'arrondissement d'Argentan. Son altitude variait de 180 m (Nonant-le-Pin) à 331 m (Échauffour) pour une altitude moyenne de 253 m.

## Représentation

### Conseillers généraux de 1833 à 2015
| Période | Période          | Identité                                                              | Étiquette             | Qualité |
| ------- | ---------------- | --------------------------------------------------------------------- | --------------------- | --- |
| 1833    | 1842 (démission) | Pierre Alexandre Souciey                                              |                       | Propriétaire, marchand de chevaux et adjoint au maire du Merlerault |
| 1842    | 1853 (décès)     | Achille Perrier comte de La Genevraye                                 |                       | Ancien officier de cavalerie, propriétaire, maire de La Genevraie |
| 1854    | 1871             | Victor Louis Achille Périer comte de La Genevraye (fils du précédent) |                       | Propriétaire à La Genevraie |
| 1871    | 1886 (décès)     | Étienne-Constant Boiszenou (1821-1886)                                | Républicain           | Propriétaire et maire de Saint-Germain-de-Clairefeuille |
| 1886    | 1895             | Vital Levillain                                                       | Républicain           | Huissier au Merlerault, juge de paix à Moulins-la-Marche |
| 1895    | 1916 (décès)     | Léon Labbé                                                            | Républicain           | Médecin, propriétaire à Marcei, sénateur (1892-1916) |
| 1916    | 1919             | siège vacant                                                          |                       | |
| 1919    | 1934             | Alphonse-Louis Perdereau                                              | Rad.ind.              | Médecin au Merlerault, ancien conseiller d'arrondissement |
| 1934    | 1940             | Louis Dubu                                                            | RG puis PSF           | Propriétaire, maire de Sainte-Gauburge-Sainte-Colombe, conseiller d'arrondissement                                                                                      |
|         |                  |                                                                       |                       | |
| 1943    | 1945             | Louis Pichot de la Marandais (1889-1970)                              |                       | Agriculteur, maire de Saint-Germain-de-Clairefeuille, nommé conseiller départemental en 1943                                                                            |
|         |                  |                                                                       |                       | |
| 1945    | 1955             | Jacques Legrand                                                       | MRP puis RPF puis DVD | Exploitant agricole au Merlerault |
| 1955    | 1979             | Pierre Ligneul (1908-1988)                                            | DVD puis UNR puis DVD | Charcutier, maire d'Échauffour |
| 1979    | 2004             | Pierre Granlin                                                        | DVD                   | Éleveur, maire de La Genevraie (1983-2014) |
| 2004    | 2015             | Philippe Bigot                                                        | UMP                   | Responsable secteur immobilier, éditeur du journal Le Réveil normand, maire de Sainte-Gauburge-Sainte-Colombe depuis 1995, président de la CdC de la Vallée de la Risle |

Le canton participe à l'élection du député de la deuxième circonscription de l'Orne.

### Conseillers d'arrondissement (de 1833 à 1940)
| Période                                  | Période           | Identité                                 | Étiquette            | Qualité |
| ---------------------------------------- | ----------------- | ---------------------------------------- | -------------------- | --- |
| 1833                                     | 1834 (annulation) | Alexandre Labbé (1790-1847)              |                      | Notaire au Merlerault                                                                                       |
| 1834                                     | 1845              | Emmanuel François Georges Hatton         |                      | Juge de paix au Merlerault                                                                                  |
| 1845                                     | 1847 (décès)      | Alexandre Labbé (1790-1847)              |                      | Notaire au Merlerault                                                                                       |
| 1848                                     | 1890 (décès)      | Alphonse Héron (1826-1890)               | Conservateur         | Propriétaire au Merlerault, herbager à Saint-Germain-de-Clairefeuille                                       |
| 1890                                     | 1899 (décès)      | Évariste Blanchet                        | Républicain          | Marchand de vins au Merlerault                                                                              |
| 1899                                     |                   | Henri Pichot de La Marandais (1863-1936) |                      | Maire de Saint-Germain-de-Clairefeuille, propriétaire du château des Orgeries                               |
|                                          |                   |                                          |                      | |
| 1910                                     | 1919              | Alphonse-Louis Perdereau                 |                      | Médecin au Merlerault                                                                                       |
| 1919                                     | 1922              | Marcel Desprez                           |                      | Éleveur de chevaux, maire du Merlerault, président du comice agricole                                       |
| 1922                                     | 1934              | Louis Dubu                               | Droite               | Maire de Sainte-Gauburge-Sainte-Colombe                                                                     |
| 1934                                     | 1940              | Stéphane Dejean                          | Républicain national | Entraîneur de chevaux, maire des Authieux-du-Puits                                                          |
| 1940                                     |                   |                                          |                      | Les conseils d'arrondissement ont été suspendus par la loi du 12 octobre 1940 et n'ont jamais été réactivés |
| Les données manquantes sont à compléter. |                   |                                          |                      | |

## Composition

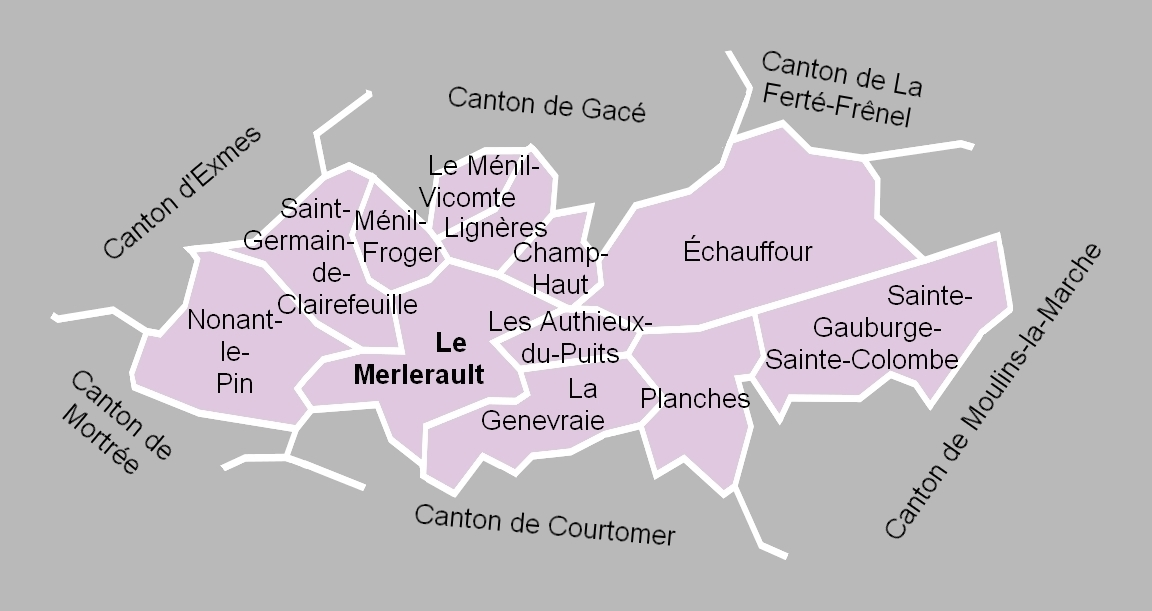
La carte des communes du canton. Les cantons limitrophes étaient ceux d'Exmes, de Gacé, de La Ferté-Frênel, de Moulins-la-Marche, de Courtomer et de Mortrée.

Le canton du Merlerault comptait 4 025 habitants en 2012 (population municipale) et regroupait douze communes :
- Les Authieux-du-Puits ;
- Champ-Haut ;
- Échauffour ;
- La Genevraie ;
- Lignères ;
- Ménil-Froger ;
- Le Ménil-Vicomte ;
- Le Merlerault ;
- Nonant-le-Pin ;
- Planches ;
- Saint-Germain-de-Clairefeuille ;
- Sainte-Gauburge-Sainte-Colombe.

À la suite du redécoupage des cantons pour 2015, toutes les communes sont rattachées au canton de Rai.

### Anciennes communes
Les anciennes communes suivantes étaient incluses dans le canton du Merlerault :
- Carnettes et Tallonnay, absorbée en 1817 par La Genevraie.
- Notre-Dame-du-Tilleul, absorbée en 1817 par Lignères.
- Mont-Marcey, absorbée en 1822 par Le Merlerault.
- Saint-Vandrille, absorbée en 1840 par Planches.
- Sainte-Colombe, absorbée en 1864 par Sainte-Gauburge. La commune prend alors le nom de Sainte-Gauburge-Sainte-Colombe.

## Démographie
| 1962  | 1968  | 1975  | 1982  | 1990  | 1999  | 2006  | 2011  | 2012  |
| ----- | ----- | ----- | ----- | ----- | ----- | ----- | ----- | ----- |
| 5 706 | 5 349 | 5 089 | 4 551 | 4 196 | 4 351 | 4 153 | 4 007 | 4 025 |